# Vijayapuri
Vijayapuri é uma vila no distrito de Erode, no estado indiano de Tamil Nadu.

## Geografia
Vijayapuri está localizada a 11° 14′ N, 77° 30′ L. Tem uma altitude média de 303 metros (994 pés).

## Demografia
Segundo o censo de 2001, Vijayapuri tinha uma população de 6455 habitantes. Os indivíduos do sexo masculino constituem 52% da população e os do sexo feminino 48%. Vijayapuri tem uma taxa de literacia de 68%, superior à média nacional de 59.5%: a literacia no sexo masculino é de 76% e no sexo feminino é de 59%. Em Vijayapuri, 10% da população está abaixo dos 6 anos de idade.